# Amphisbaena dubia
Amphisbaena dubia este o specie de reptile din genul Amphisbaena, familia Amphisbaenidae, ordinul Squamata, descrisă de Müller în anul 1924. Conform Catalogue of Life specia Amphisbaena dubia nu are subspecii cunoscute.